# (2058) Róka
(2058) Róka es un asteroide perteneciente al cinturón de asteroides descubierto el 22 de enero de 1938 por György Kulin desde el observatorio Konkoly de Budapest, Hungría.

## Designación y nombre
Róka fue designado al principio como 1938 BH.
Más tarde se nombró en honor del divulgador de astronomía húngaro Gedeon Róka.

## Características orbitales
Róka orbita a una distancia media de 3,124 ua del Sol, pudiendo alejarse hasta 3,591 ua y acercarse hasta 2,658 ua. Tiene una excentricidad de 0,1494 y una inclinación orbital de 2,539°. Emplea en completar una órbita alrededor del Sol 2017 días.